# Haast-floden
Haast-floden er en smeltevandsflod på New Zealands Sydø, der løber ud i det Tasmanske Hav nær byen Haast.